# Fran Hosken
Fran P. Hosken, née Franziska Porges, à Vienne (Autriche), en 1919 et morte le 2 février 2006, est une designer, activiste féministe américaine, pionnière dans la dénonciation des mutilations génitales féminines.

## Biographie
Fran P. Hosken est née à Vienne et a émigré avec sa famille aux États-Unis en 1938. Elle fréquente le Smith College et obtient en 1944 un Master's Degree à la Harvard Graduate School of Design. Elle a aussi une thèse en urbanisme au Massachusetts Institute of Technology (MIT) de 1963 à 1966.
Fran P. Hosken a fondé Hosken Inc.avec son mari James Hosken en 1947. L'un de ses premiers projets, un tabouret empilable coloré est devenu un succès commercial et critique. Leurs œuvres ont été distribuées par Knoll, Raymor et Marcy's.
Au cours de ses nombreux voyages en Asie et en Afrique pour son métier d'urbaniste, elle découvre l'existence des mutilations génitales féminines et décide d'informer et militer contre ces pratiques.
Elle fonde et édite le WIN News (Women's International Network) avec pour objectif : «BY, FOR & ABOUT WOMEN - a world-wide open participatory communication system by, for and about women of all backgrounds, beliefs, nationalities and age groups ».
Elle publie le rapport The Hosken report : genital ans sexual mutilation of female une première fois en 1979. Il est publié en langue française en 1983 .
WIN News, interpelle les organisations internationales sur les politiques du FMI ou de la banque mondiale et leurs effets délétères sur les femmes en particulier les femmes d'Asie et d'Afrique.
Fran P. Hosken a contribué à mettre la question des mutilations génitales féminines à l'ordre du jour des Nations unies et à persuader la communauté internationale, notamment l'Organisation Mondiale de la Santé de faire des efforts pour mettre fin à cette pratique.

## Publications
- Good Design, MOMA, New-York, Nov 27,1951 - Jan 27, 1952[5]
- (en) Fran P. Hosken, The language of cities; a visual introduction to the form and function of the city, Cambridge, Mass., Schenkman Pub. C, 1972, 126 p. (ISBN 978-0870731433)[6]
- Fran Hosken (trad. Danièle Neumann), Les Mutilations sexuelles féminines [« The Hosken report : genital and sexual mutilation of females »], Paris, Denoël, 1983, 299 p. (ISBN 2-282-20308-9)[7]
- Fran Hosken, The Hosken report : genital and sexual mutilation of females, Lexington (Mass.), Women's international network news, 1993, 4e éd., 439 p. (ISBN 0-942096-09-6)[8]
- Fran Hosken, Le livre d'images universel de la naissance : avec son additif sur les mutilations sexuelles féminines, texte coordonné avec les images, manuel de l'animateur, sujets de discussion et lexique [« The universal childbirth picture book »], Paris, Ed. GAMS, 1991, 87 p. (ISBN 2-9506398-0-1)[9]
- (en) Fran Hosken, « Genital mutilation of women in Africa », Munger Africana Library,‎ 1976, p. 4-18 (lire en ligne  [PDF])